# (32505) 2001 KF17
2001 KF17 (asteroide 32505) é um asteroide da cintura principal. Possui uma excentricidade de 0.11751570 e uma inclinação de 14.22421º.
Este asteroide foi descoberto no dia 18 de maio de 2001 por LINEAR em Socorro.